# Ophioplinthaca sexradia
Ophioplinthaca sexradia är en ormstjärneart som beskrevs av Ole Theodor Jensen Mortensen 1933. Ophioplinthaca sexradia ingår i släktet Ophioplinthaca och familjen knotterormstjärnor. Inga underarter finns listade i Catalogue of Life.